# Klient (film 2016)
Klient (perski: فروشنده Forushandeh, 2016) – irańsko-francuski thriller w reżyserii i według scenariusza Asghara Farhadiego. Zdjęcia kręcono w Teheranie.
Światowa premiera filmu mała miejsce 21 maja 2016 podczas 69. MFF w Cannes, w ramach którego obraz brał udział w konkursie głównym. Na tym wydarzeniu reżyser filmu Asghar Farhadi otrzymał nagrodę za najlepszy scenariusz, a aktor Shahab Hosseini - nagrodę za najlepszą rolę męską.
Polska premiera filmu miała miejsce 23 lipca 2016 w ramach 16. MFF Nowe Horyzonty we Wrocławiu.

## Obsada
- Taraneh Alidoosti jako Rana
- Shahab Hosseini jako Emad
- Babak Karimi jako Babak
- Mina Sadati jako Sanam

i inni

## Nagrody i nominacje
89. ceremonia wręczenia Oscarów
- nagroda: najlepszy film nieanglojęzyczny (Iran)

69. Międzynarodowy Festiwal Filmowy w Cannes
- nagroda: najlepszy scenariusz − Asghar Farhadi
- nagroda: najlepszy aktor − Shahab Hosseini
- nominacja: Złota Palma − Asghar Farhadi